# Kurhanica
Kurhanica (biał. Курганіца; ros. Курганица, Kurganica) – wieś na Białorusi, w obwodzie homelskim, w rejonie kormańskim, w sielsowiecie Karoćki.
26 kwietnia 1986 wieś, zamieszkana wówczas przez 41 osób, została skażona opadem radioaktywnym z Czarnobylskiej Elektrowni Jądrowej. W 1987 przeprowadzono jej dekontaminację.